# Sindan
Sindan o Sandan fou un port de la costa occidental de l'Índia, esmentat per diversos geògrafs musulmans entre els quals Ibn Khurradàdhbih i Ibn Hàwqal i pels Hudud al-àlam. Era un port utilitzat pels mercaders musulmans que anaven a l'Índia i la població era una barreja d'indis i musulmans. Se l'identifica amb la Sanjam dels mapes portuguesos i la Saint John (St. John) de les cartes angleses, al sud de Daman i al nord de Thana.